# Basiliek van Saint-Quentin
De Basiliek van Saint-Quentin is een rooms-katholieke basilica minor in de Franse stad Saint-Quentin. De basiliek is gewijd aan Quintinus, een heilige martelaar uit de 3e eeuw. Sinds 1840 is de kerk aangemerkt als monument historique (historisch monument).

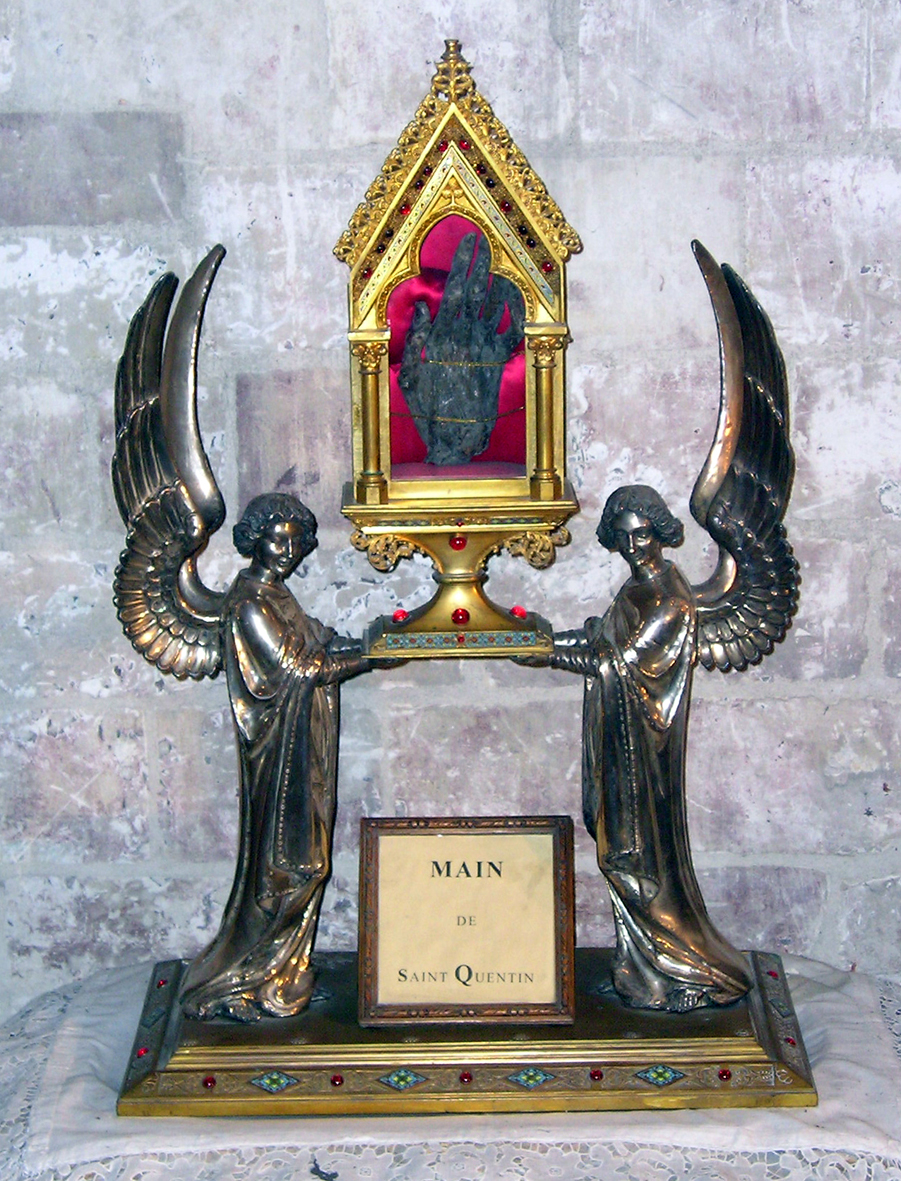
De hand van sint Quintinus

## Ontstaan
De verering van Sint Quintinus begon in de 8e eeuw. De abdij hield de relieken van deze heilige. De kapel die hier stond werd uitgebreid tot een abdij, die het centrum vormde van de huidige stad. De kerk is ontstaan uit deze abdij. Met de bouw van de kerk werd begonnen aan het einde van de 12e eeuw en de bouw werd 300 jaar later gestaakt. De oorzaak van deze lange bouwperiode moet worden gezocht in oorlogen, epidemieën en financiële tegenslagen. De façade van de kerk is nooit gebouwd. De grandeur van het gebouw paste bij de status die Saint-Quentin in die tijd had als religieus centrum en de strategische ligging aan de noordgrens van het koninkrijk. In 1257 nam Lodewijk de Heilige deel aan de translatie van de relikwieën in het koor.

## De kerk
Het gebouw bestaat uit een 123 meter lang schip met twee dwarsschepen. Het schip is 52 meter breed en 34 meter hoog. Er werd begonnen met het voorportaal en de toren. Spoedig echter verschoven de werkzaamheden naar de apsis. Vervolgens verliep de bouw vrij chaotisch. Het schip werd voltooid in de tweede helft van de 15e eeuw. In de vloer van de kerk ligt een labyrint. Het zuidelijke dwarsschip dat dreigde in te storten werd tussen 1477 en 1487 opnieuw gebouwd door Colard Noel, de architect van Lodewijk XI. in 1509 werd de eerste steen gelegd voor een façade geflankeerd door twee torens, die de reeds gebouwde toren zou moeten vervangen. Door gebrek aan geld werd dit ontwerp echter snel weer verlaten.
In 1545 en 1669 werd de kerk geteisterd door brand. De reparaties die hierop volgden in 1682 werden in het dak onder andere in de stijl van de barok doorgevoerd. Het orgelbalkon stamt uit ca. 1690. Tijdens de Franse Revolutie werd de kerk gebruikt als paardenstal en als voedselopslagplaats. Sinds 1840 staat het gebouw op de monumentenlijst. In 1876 verleende paus Pius IX het de status van basiliek.
Tijdens de Eerste Wereldoorlog lag Saint-Quentin aan het front en werd de stad zwaar beschadigd. Ook de kerk werd niet gespaard. Het dak en de gewelven gingen verloren. De gebrandschilderde ramen uit de 13e eeuw en de Renaissance bleven echter intact. Tijdens het interbellum werden ook nog jugendstil-vensters toegevoegd. Tussen 1975 en 1983 werd op de kruising een nieuwe torenspits gebouwd. In de herfst van 2006 werd begonnen met een renovatie waarbij bouwelementen verwijderd worden om de voorzijde van de kerk weer terug te brengen in de stijl van de 17e eeuw.

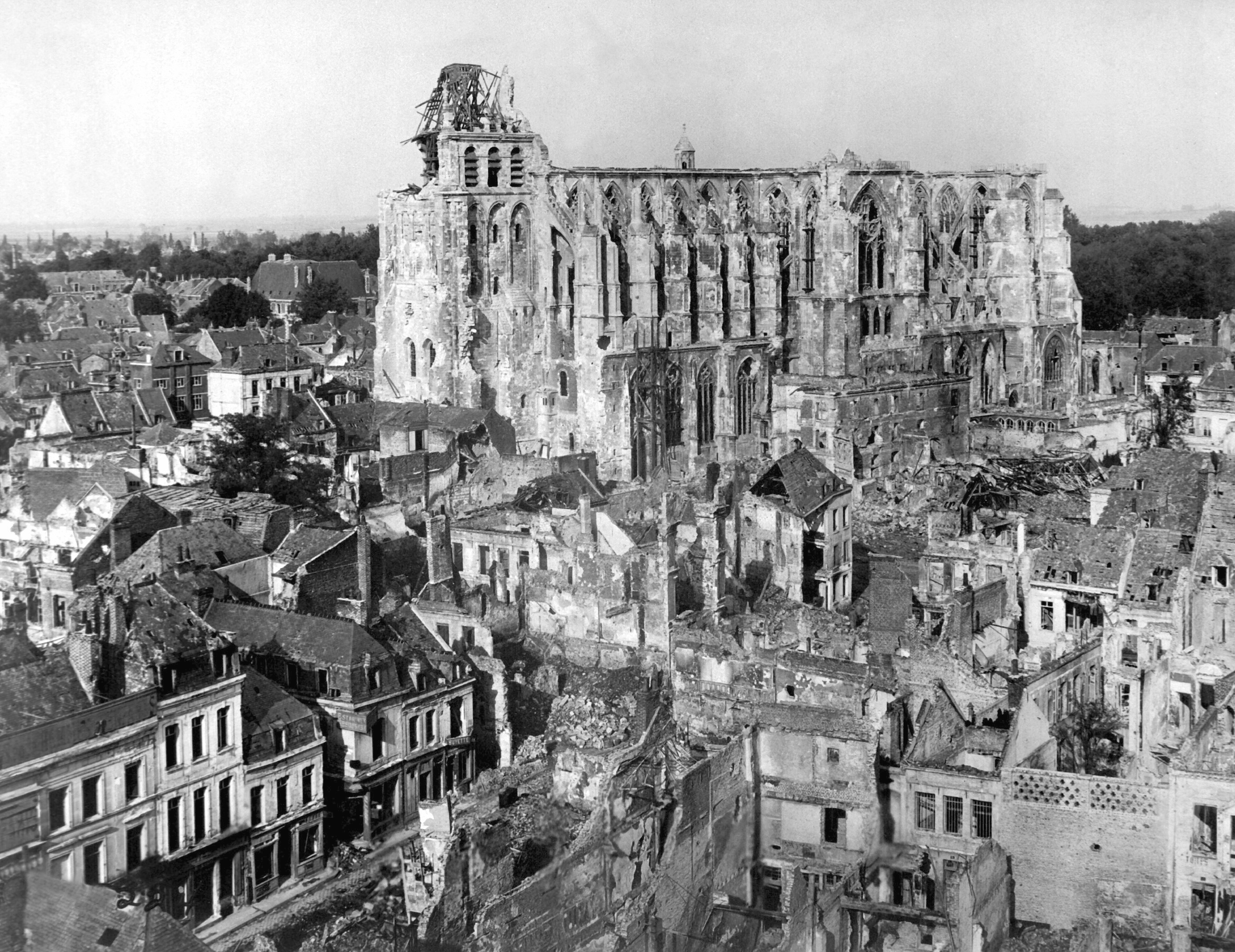
Saint-Quentin na de Eerste Wereldoorlog (1918)
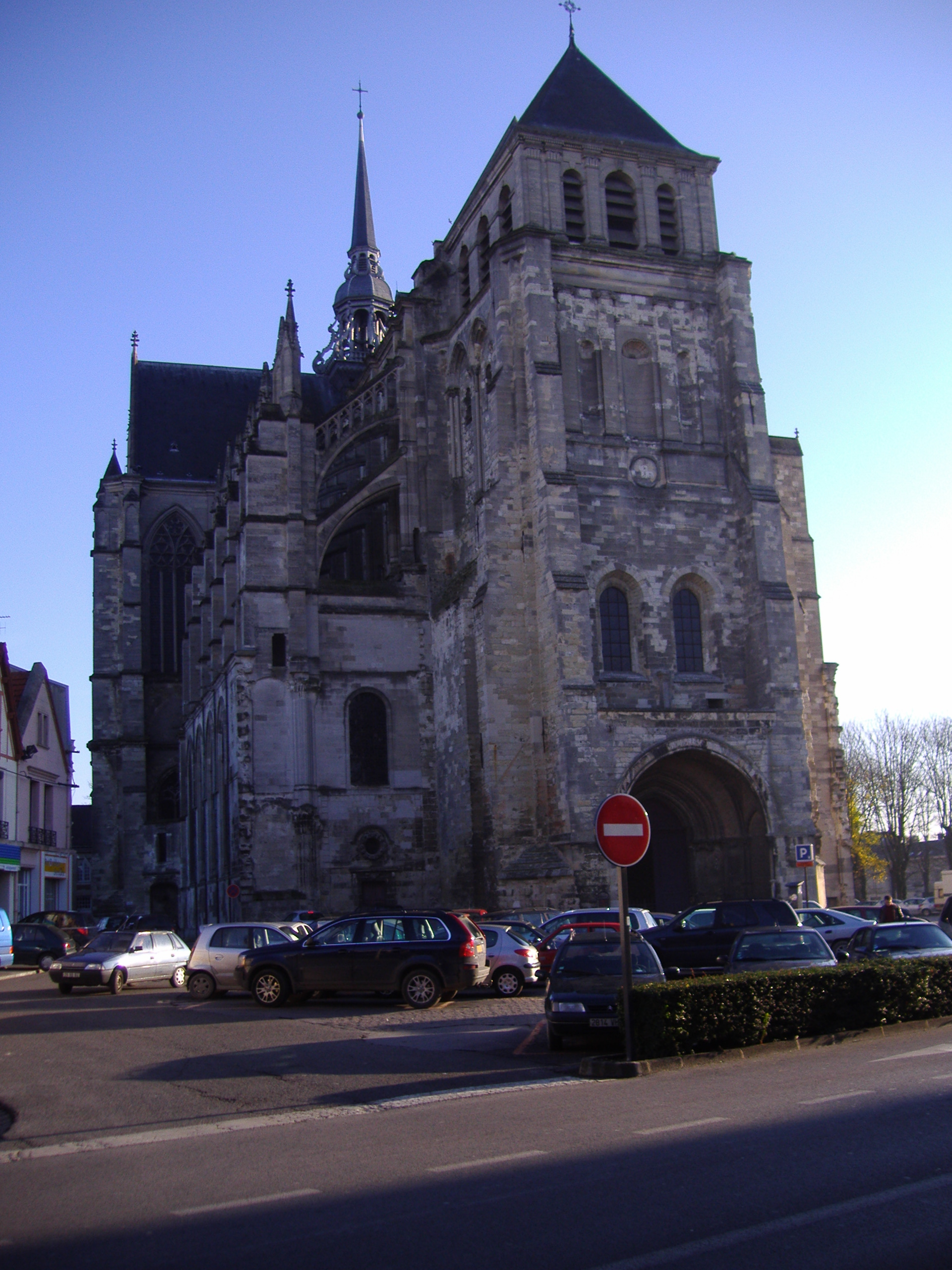
De voorgevel voor de laatste renovatie (2008)
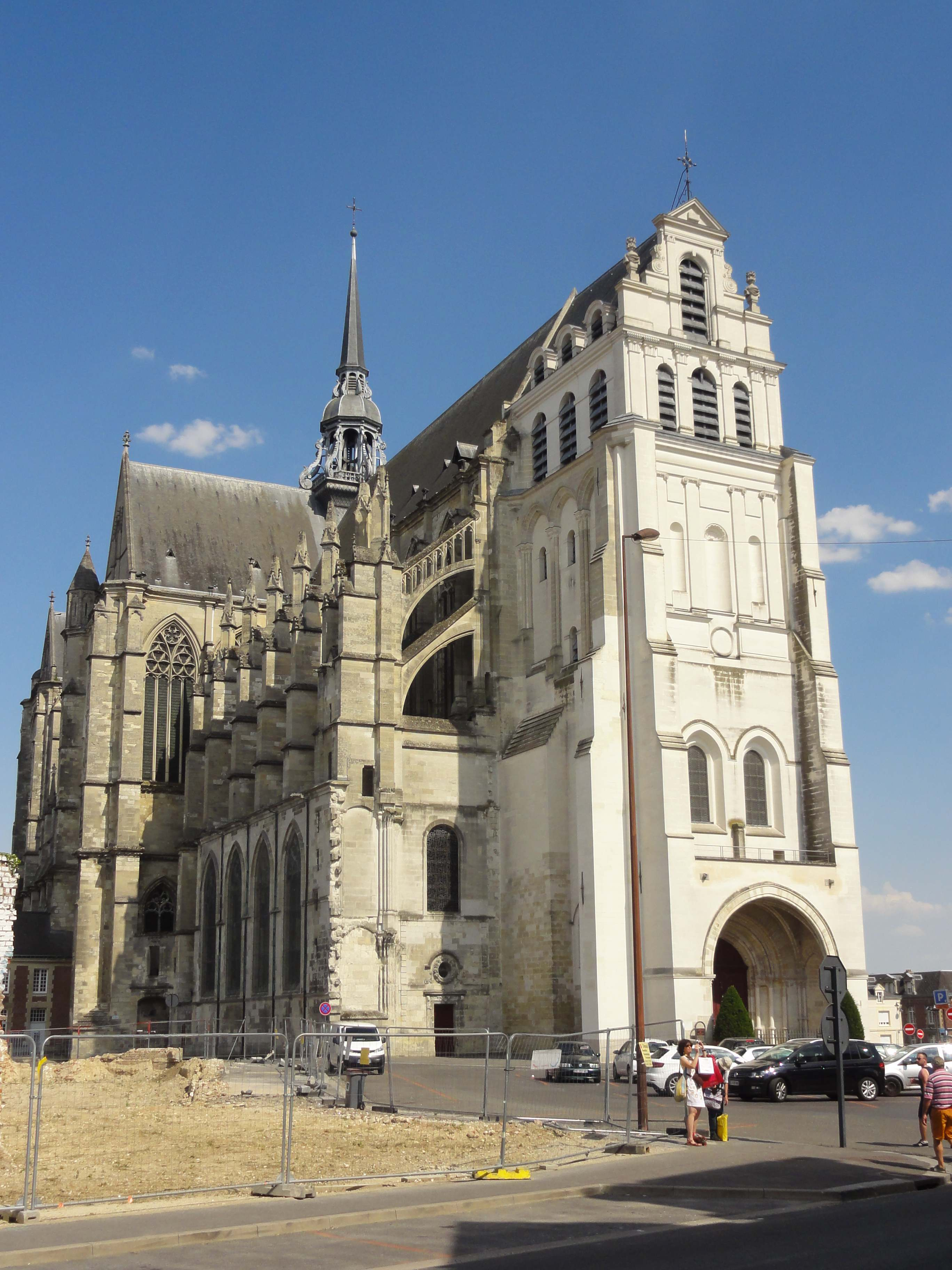
De voorgevel na de laatste renovatie (2016)
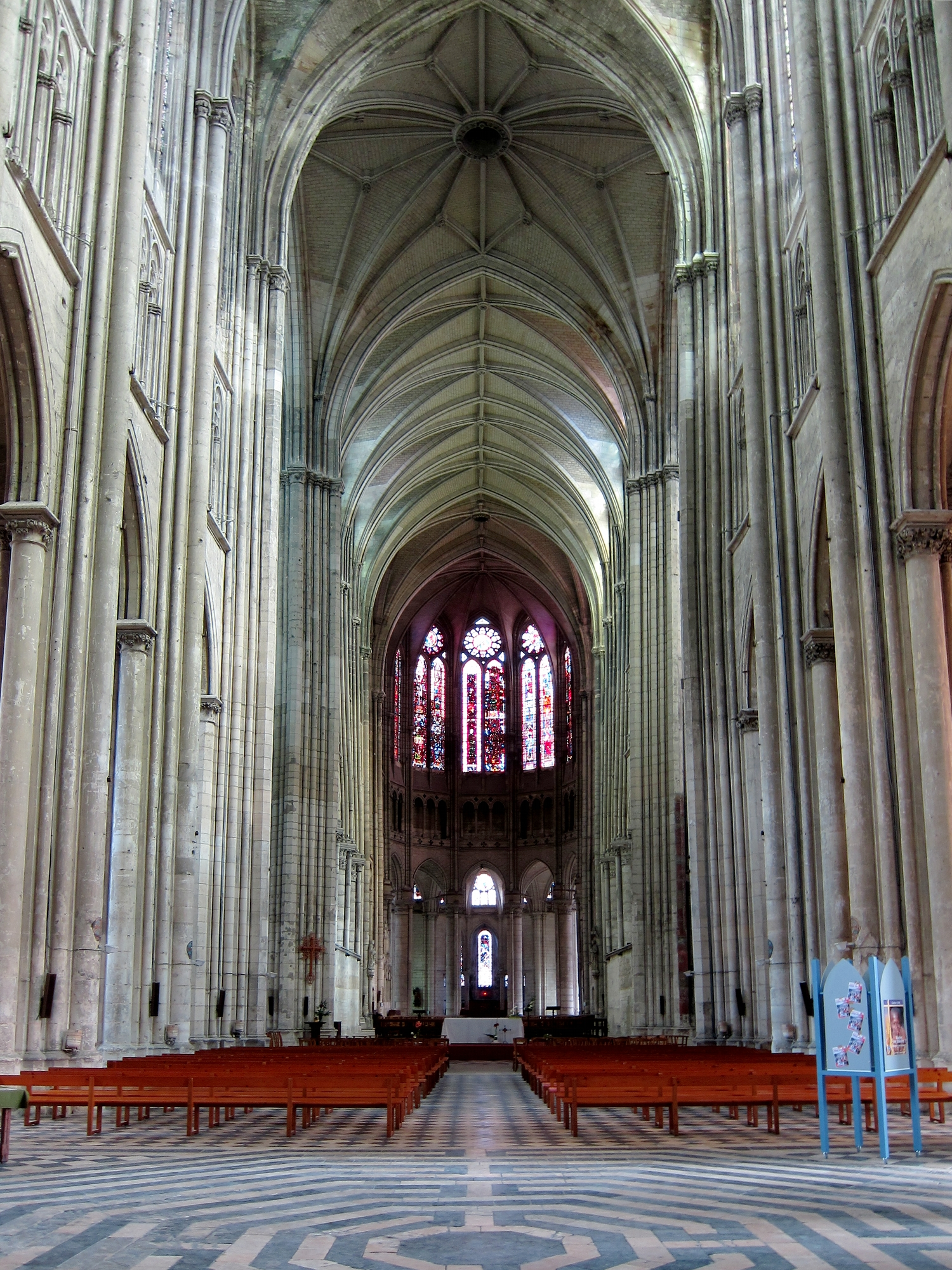
Interieur met op de voorgrond het labyrint
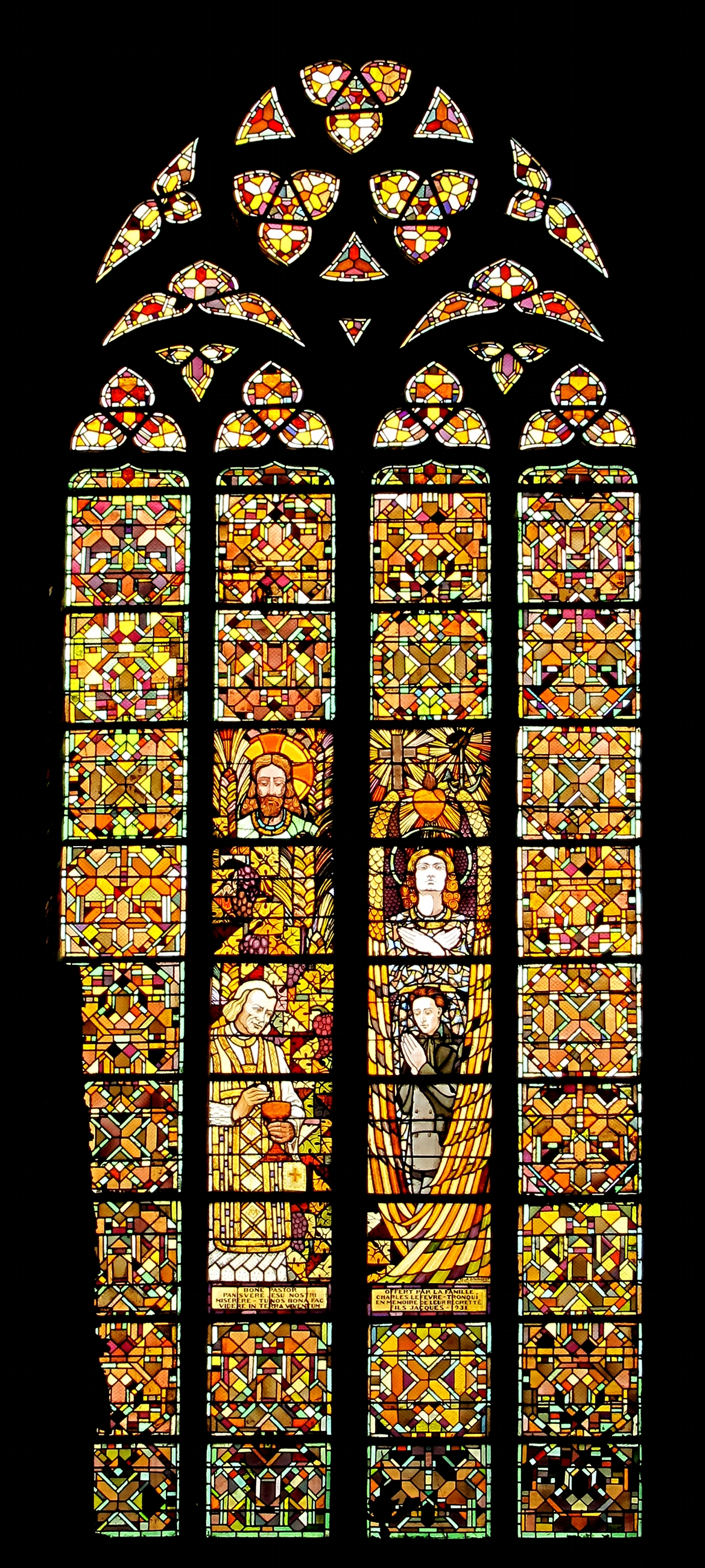
Jugendstil-venster

## Het orgel
Het vierklaviers orgel werd gebouwd in 1703 door orgelbouwer Robert Clicquot. De orgelkas is van de hand van Jean Berain en Pierre Vaideau. In 1840 werd het verbouwd door Antoine Sauvage. Alleen de kas overleefde het geweld van de Eerste Wereldoorlog. Orgelbouwer Erman-Haerpfer bouwde tussen 1965 en 1967 een nieuw orgel in de nog bestaande kassen.